# Анализирующее скрещивание
Анализирующее скрещивание — скрещивание гибридной особи с особью, гомозиготной по рецессивным аллелям, то есть «анализатором». Смысл анализирующего скрещивания заключается в том, что потомки от анализирующего скрещивания обязательно несут один рецессивный аллель от «анализатора», на фоне которого должны проявиться аллели, полученные от анализируемого организма. Для анализирующего скрещивания (исключая случаи взаимодействия генов) характерно совпадение расщепления по фенотипу с расщеплением по генотипу среди потомков. Таким образом, анализирующее скрещивание позволяет определить генотип и соотношение гамет разного типа, образуемых анализируемой особью. 

Мендель, проводя эксперименты по анализирующему скрещиванию растений гороха с белыми цветками (аа) и пурпурных гетерозигот (Аа), получил результат 81 к 85, что почти равно соотношению 1:1. Он определил, что в результате скрещивания и образования гетерозиготы, аллели не смешиваются друг с другом и в дальнейшем проявляются в «чистом виде». В дальнейшем Бэтсон на этой основе сформулировал правило чистоты гамет.
Существует прямое, возвратное и реципрокное анализирующее скрещивание.
Реципрокное скрещивание
2 скрещивания ( прямое и обратное), которые различаются по тому какая особь: материнская или отцовская вносит в скрещивание доминантный или рецессивный признак. Их используют для определения расположения генов. Если ген располагается в аутосоме, то результаты прямого и обратного скрещиваний будут одинаковыми, а если он располагается в Х-хромосоме , то результаты будут различными.
Возвратное скрещивание
– скрещивание гибрида на одну из родительских форм. Его используют для насыщения генотипов гибрида генами одного из родителей.